# Église Notre-Dame-du-Mont-Carmel de Cruz Bay
L'église Sainte-Ursule est une église catholique située à Cruz Bay, dans les Îles Vierges des États-Unis.

## Historique
L'église Sainte-Ursule a été ouverte en 1962. Elle suit le rite romain ou tridentin et dépend du diocèse de Saint-Thomas. Elle trouve ses origines dans l'octroi de terrains qui a amené William Callahan au début des années 1960 à construire une église catholique.
En 2012, la paroisse a lancé une campagne visant à recevoir un terrain pour la construction d'une autre église dans le secteur, car l'église actuelle est devenue insuffisante pour répondre aux besoins et à la taille de la congrégation.